# Mari Carmen Contelles Llopis
Mari Carmen Contelles Llopis (la Pobla de Vallbona, 1969) és una política valenciana, alcaldessa del seu municipi de 2007 a 2015 i portaveu del Partit Popular a la Diputació de València de 2015 a 2019. És diputada a les Corts Valencianes en la XI legislatura.

## Biografia
Nascuda en la Pobla de Vallbona és llicenciada en Ciències Empresarials i Econòmiques per la Universitat de València. Inicià la seua activitat laboral en Bancaixa en 1994, primer treballant en una oficina i, més tard, passant per diferents departaments. Durant la seua última etapa a l'entitat, va ser responsable de qualitat en el departament de banca electrònica.
Contelles començà a desenvolupar el seu treball en la vida política a partir de 1999 com a regidora de l'Ajuntament de la Pobla de Vallbona pel Partit Popular (PP) com a responsable de les delegacions de dona, joventut i desenvolupament local. El 2005 passa a l'oposició després de la moció de censura que va desallotjar el PP del govern. Dos anys després encapçalà la candidatura del PP i aconseguí recuperar l'alcaldia per al seu partit amb majoria absoluta, resultat que també va repetir a les eleccions de 2011, quan a més va ser nomenada presidenta de la Mancomunitat del Camp de Túria. A les de 2015, però, va perdre l'alcaldia i es va mantindre com a cap de l'oposició fins a 2023.
També ha estat diputada provincial a la Diputació de València en la legislatura 2015-2019 on ha estat la portaveu del grup parlamentari del grup popular i cap de l'oposició al govern de la corporació provincial.
El setembre de 2023 va accedir a les Corts Valencianes com a diputada per la circumscripció de València en substitució de Vicente Mompó, el qual havia sigut nomenat president de la Diputació de València.
A nivell orgànic també va ser vicesecretària d'Organització del PP en la direcció regional dirigida per Isabel Bonig.